# 활쏘기
활쏘기는 사대(射臺)에 서서 두 팔로 전통 활과 화살을 이용하여 과녁에 맞추는 행위를 말하며, 현재 대한민국 무형문화재 142호이다. 활을 쏘는 행위 자체는 전 세계 사람들이 즐기는 활동으로 선사시대까지 그 역사가 추적된다. 이와 구분되어 우리나라의 활쏘기 문화는 고구려 벽화와 중국 문헌에도 등장하는 등 역사가 길고, 활을 다루고 쏘는 방법과 활을 쏠 때의 태도와 마음가짐을 강조하는 등 여러 면에서 고유한 특성이 있으며 현재까지도 그 맥을 잇고 있는 문화자산으로 가치가 인정되었다.

## 역사

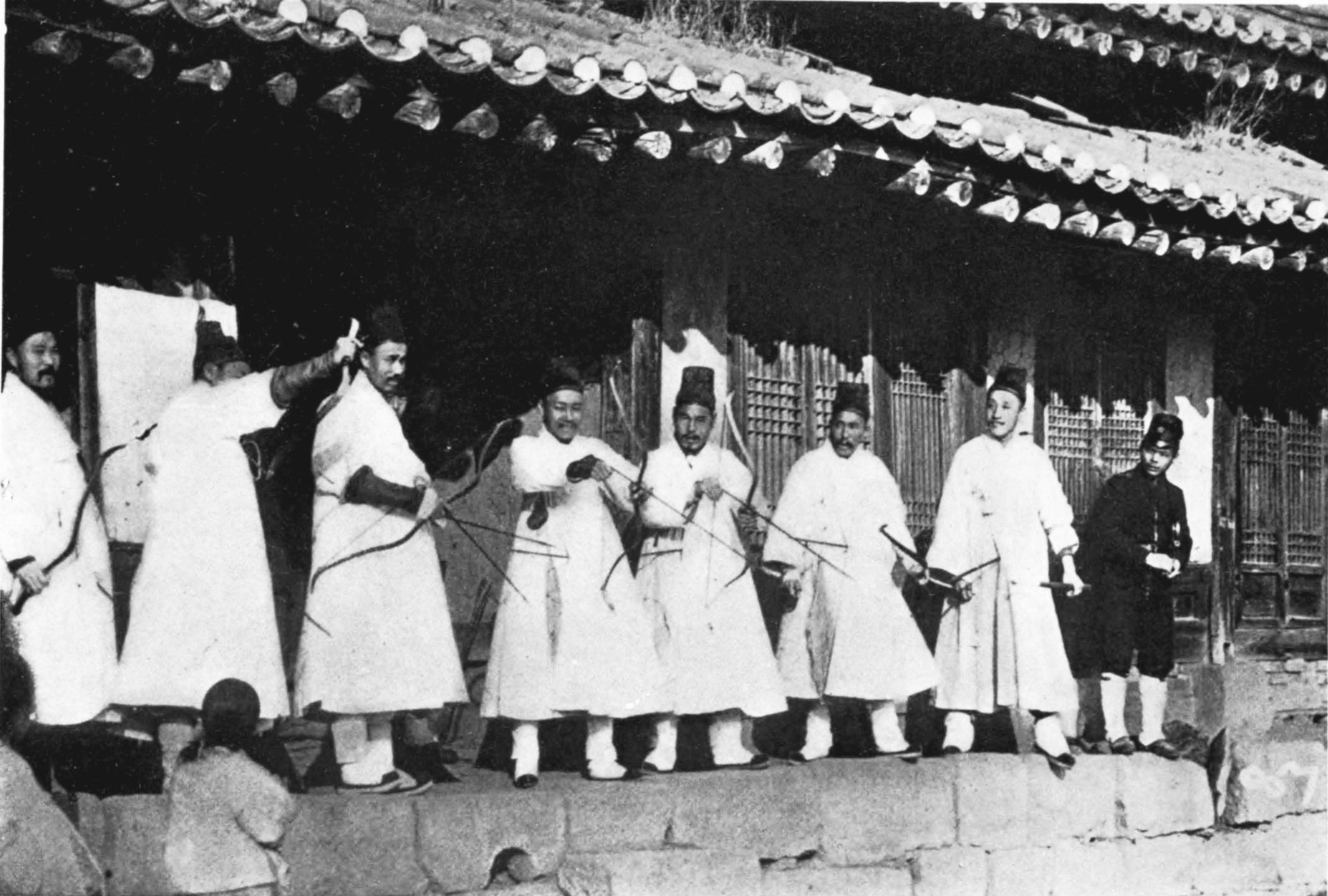
1900년 경의 활쏘기

2020년 7월에 국가무형문화재 142호로 지정되었다. 이 때 무용총의 〈수렵도〉, 《삼국지》〈위지동이전魏志 東夷傳〉을 비롯한 고대 문헌에 등장하는 등 오랜 역사를 지닌 점, 활쏘기와 관련된 무형 자산 이외에도 활·화살, 활터 등 유형 자산이 풍부하게 남아 있는 점, 활과 화살의 제작 기법이 현재까지 전승되고 있으며 우리나라 무예의 역사와 전통사회에서 중요한 비중을 차지하고 있다는 점에서 국가무형문화재로 지정할 가치가 있다고 평가받았다. 또한 세대 간 단절 없이 현재까지 이어지고 있고, 전국 활터를 중심으로 유·무형 활쏘기 관련 문화가 널리 퍼져있다는 점도 인정되었다.
문화재의 지정 명칭을 '활쏘기'로 한 것은 활쏘기가 고려 시대와 조선 시대 문헌에서 확인된 순수한 우리말이기 때문이다. 활쏘기는 전국 활터를 중심으로 누구나 즐길 수 있는 문화라는 점에서 씨름이나 아리랑과 마찬가지로 특정 보유자나 보유단체를 인정하지 않는 국가무형문화재로 지정하였다.